# Recettore per la beta-linfotossina
Il recettore per la beta-linfotossina, anche noto come recettore del fattore di necrosi tumorale 3, è una proteina recettoriale che, nell'essere umano, è codificata dal gene LTBR e fa parte della superfamiglia dei recettori del fattore di necrosi tumorale.

## Funzione
Tale recettore si trova espresso sulla maggior parte dei tipi cellulari, tra cui quelli epiteliali e quelli delle linee mieloidi prodotte dal midollo emopoietico, ma non sui linfociti T e B. Lega specificatamente la linfotossina, un complesso formato da due proteine, la linfotossina-α e la linfotossina-β, una volta conosciuto come TNF-β. È coinvolto nello sviluppo e nell'organizzazione del tessuto linfoide secondario e la sua attivazione può indurre il processo di morte cellulare programmata, interagendo con SMAC e TRAF3.
Oltre a indurre l'apoptosi, porta al rilascio di interleuchina 8, soprattutto a livello delle cellule HEK.